# Hugh Padgham
Hugh Charles Padgham (* 15. Februar 1955 in Chalfont St Giles, Buckinghamshire) ist ein britischer Toningenieur und Musikproduzent. Er wurde vor allem für seine Produktionen für Genesis, Peter Gabriel, Phil Collins, The Police und Sting bekannt. Sein „Markenzeichen“ ist der sogenannte gated-reverb-sound, den er auf dem dritten Album von Peter Gabriel bei dem Lied Intruder mit Phil Collins am Schlagzeug entwickelte und der den Klang des Schlagzeuges auf von ihm produzierten Aufnahmen in den 1980er Jahren dominierte. Zu den bekanntesten von ihm produzierten Liedern gehören In the Air Tonight von Phil Collins und Every Breath You Take von The Police.

## Leben
Padgham begann seine Karriere 1974 in den Advision Studios als Bediener der Bandmaschine. In den Lansdowne Studios stieg er von 1975 bis 1977 vom Assistenzingenieur zum Studioingenieur auf. Er betreute in dieser Zeit Aufnahmesessions von Prog-Bands wie Gentle Giant, Emerson, Lake and Palmer und Yes, aber auch The Sweet oder Mott the Hoople. 1978 wechselte er an das zu Virgin Records gehörende Townhouse Studio. Dort betreute er erste Alben als Toningenieur für die Künstler, die bei Virgin unter Vertrag standen. Zu den ersten Produktionen gehörten Arbeiten für XTC, Peter Gabriel und Phil Collins.
Bei den Aufnahmen für das Lied Intruder in Studio 2 der Townhouse Studios entstand der „gated-reverb“-Sound. Intruder war ein Lied für das dritte Soloalbum von Peter Gabriel (auch III oder Melt). Das Mischpult für Studio 2, eine SSL-Konsole, hatte eine neue Gegensprechanlage und Kompressoren und Gates für jeden Kanal. Für die Kommunikation mit Padgham hatte Phil Collins ein Raummikrofon über seinem Schlagzeugkit. Als Padgham die Gegensprechanlage bei zufällig eingeschaltetem Gate betätigte, um mit dem spielenden Collins Kontakt aufzunehmen, hörte er den Schlagzeugsound des nicht direkt an den Fellen, sondern über dem Kit installierten Mikrofons mit einer durch das Gate beschnittenen Hüllkurve und war sofort von diesem Klang beeindruckt.

“One day, Phil was playing the drums and I had the reverse talkback on because he was speaking, and then he started playing the drums. The most unbelievable sound came out because of the heavy compressor. I said, ‚My God, this is the most amazing sound! Steve, listen to this.‘”

„Eines Tages saß Phil am Schlagzeug und ich hatte die Gegensprechanlage an, denn er sprach gerade und begann dann zu spielen. Wegen der schweren Kompression kam der unglaublichste Klang heraus. Ich sagte: ‚Mein Gott, das ist der erstaunlichste Klang! Steve [Lillywhite], hör Dir das an.‘“

Weil der Sound so nicht aufgenommen werden konnte, ließ Padgham über Nacht das Mischpult modifizieren. Sechs Monate später wurde Padgham Koproduzent für Collins’ Debütalbum Face Value und die Single In the Air Tonight, auf der dieser Drumsound verfeinert und gezielt eingesetzt wurde. Der Erfolg von In the Air Tonight begründete Padghams Ruf als Spezialist für die Aufnahmen von Drumsounds und wurde zu seinem klanglichen Markenzeichen. 1981 machte er sich selbständig.
Viele Künstler bemühten sich ab Mitte der 1980er um eine Produktion mit Padgham und er avancierte in der Folge zu einem sehr gefragten Produzenten und arbeitete mit zahlreichen Künstlern an kommerziell sehr erfolgreichen Alben zusammen.
Seit 2005 betreibt er das Sofa Sound Studio im Westen Londons, das seit 2007 zur Miloco-Gruppe gehört.

## Auszeichnungen
Zahlreiche seiner Produktionen wurden mit Musikpreisen und Zertifikationen ausgezeichnet.
1985 erhielt er zusammen mit Phil Collins den Grammy als Producer of the Year (Non-Classical).
1986 und 1987 war er für den BRIT Award als Best British Producer nominiert, verlor aber beide Male gegen Dave Stewart.
Das Magazin Mix erklärte ihn 1992 zu einem der zehn weltweit einflussreichsten Produzenten seiner Zeit.
Für Stings Ten Summoners Tales erhielt er 1994 den Grammy für die beste Abmischung eines Albums.

## Diskografie (Auszug)
- 1979: Drums and Wires, XTC (Virgin) – als Toningenieur und Mischer
- 1980: Drama, Yes (Atlantic)
- 1980: Peter Gabriel (III / Melt), Peter Gabriel (Virgin) – als Toningenieur mit Steve Lillywhite als Produzent
- 1980: Black Sea, XTC (Virgin) – als Toningenieur und Mischer
- 1981: Face Value, Phil Collins (Virgin)
- 1981: Abacab, Genesis (Virgin)
- 1981: Ghost in the Machine, The Police (A&M)
- 1982: The Call, The Call (Band) (Mercury)[8]
- 1982: Time and Tide, Split Enz (Mushroom)
- 1982: English Settlement, XTC (Virgin)
- 1982: Hello, I Must Be Going!, Phil Collins (Virgin)
- 1983: Genesis, Genesis (Virgin)
- 1983: Synchronicity, The Police (A&M)
- 1983: Conflicting Emotions, Split Enz (Mushroom)
- 1984: Tonight, David Bowie (Virgin)
- 1984: Hysteria, The Human League (Virgin)
- 1985: No Jacket Required, Phil Collins (Virgin)
- 1986: Invisible Touch, Genesis (Virgin)
- 1986: Press to Play, Paul McCartney (EMI)
- 1986: Between Two Fires, Paul Young (CBS)
- 1987: Nothing Like the Sun, Sting (A&M) – als Mischer
- 1989: ...But Seriously, Phil Collins (Virgin)
- 1991: The Soul Cages, Sting (A&M) – als Toningenieur
- 1993: Ten Summoner’s Tales, Sting (A&M)
- 1993: Yes I Am, Melissa Etheridge (Island)
- 1995: Your Little Secret, Melissa Etheridge (Island)
- 1996: Dance Into the Light, Phil Collins (Virgin)
- 1996: Mercury Falling, Sting (A&M)
- 2000: Little Kix, Mansun (EMI)
- 2004: Room on the 3rd Floor, McFly (Island)
- 2005: Wonderland, McFly (Island)